# Christiaan II van Saksen
Christiaan II van Saksen (Dresden, 23 september 1583 - aldaar, 23 juni 1611) was van 1591 tot aan zijn dood keurvorst van Saksen. Hij behoorde tot de Albertijnse linie van het huis Wettin.

## Levensloop
Christiaan II was de oudste zoon van keurvorst Christiaan I van Saksen en diens echtgenote Sophie, dochter van keurvorst Johan George van Brandenburg.
In 1591 volgde hij als minderjarige zijn vader op als keurvorst van Saksen. Van zijn moeder kreeg Christiaan een streng lutheraanse opvoeding en werd hij ver weg van de regeringszaken gehouden. Zijn regentschap werd uitgeoefend door hertog Frederik Willem I van Saksen-Weimar, maar zijn moeder had in samenspel met adel en theologen een sterke invloed in de regeringszaken.
In 1601 werd Christiaan volwassen verklaard en begon hij zelfstandig te regeren. Hij liet onmiddellijk de cryptocalvinist en invloedrijke kanselier van zijn vader Nikolaus Krell executeren, waarna de Staten meer macht kregen en het keurvorstendom Saksen terug orthodox lutheraans werd. In de groeiende spanningen tussen katholieken en protestanten in het Heilige Roomse Rijk bleef hij trouw aan de zijde van keizer Rudolf II, die desondanks verzuimde om Christiaans aanspraken op het hertogdom Kleef te ondersteunen in de Gulik-Kleefse Successieoorlog. Hij bracht eveneens vooruitgang in het justitiewezen van Saksen door in 1605 een Hof van Beroep op te richten. Na het overlijden van hertog Johan III van Saksen-Weimar werd hij in 1605 regent voor diens acht minderjarige zonen.
Christiaan gold als een man met een krachtige lichamelijke verschijning en goedmoedig karakter, maar was intellectueel nauwelijks in staat om de staatszaken te beheren en volledig afhankelijk van adviseurs. Hij ging volledig op in zijn passies: de jacht, eten en drinken. Door zijn gebrekkige economische beleid vermeerderden de schulden van Saksen drastisch. 
Op 18 september 1602 huwde hij met Hedwig (1581-1641), dochter van koning Frederik II van Denemarken. Het huwelijk bleef kinderloos. In juni 1611 overleed Christiaan op amper 27-jarige leeftijd, toen hij na het drinken van een grote hoeveelheid bier vermoedelijk een beroerte had gekregen. Hij werd bijgezet in de Dom van Freiberg en als keurvorst van Saksen opgevolgd door zijn broer Johan George I.